# Avenue Frédéric-et-Irène-Joliot-Curie
L'avenue du Frédéric-et-Irène-Joliot-Curie est une voie de la commune française de Nanterre, dans le département français des Hauts-de-Seine.

## Situation et accès
Cette avenue suit le tracé de la route départementale 131.

## Origine du nom
La voie rend hommage aux époux Frédéric Joliot-Curie et Irène Joliot-Curie.

## Historique
Cette voie de liaison de Nanterre à la Garenne a été ouverte en 1959.

## Bâtiments remarquables et lieux de mémoire
- Palais des sports Maurice-Thorez.
- Hôtel de ville de Nanterre.
- Préfecture des Hauts-de-Seine.